# ورزشگاه سلجر فیلد
سُلجِر فیلد (به انگلیسی: Soldier Field) ساخت ۱۹۲۴، یک ورزشگاه چند منظوره در شیکاگو در ایالات متحده آمریکا است. این استادیوم یکی از مراکز برگزاری بازیهای جام جهانی فوتبال ۱۹۹۴ بود.

## نگارخانه

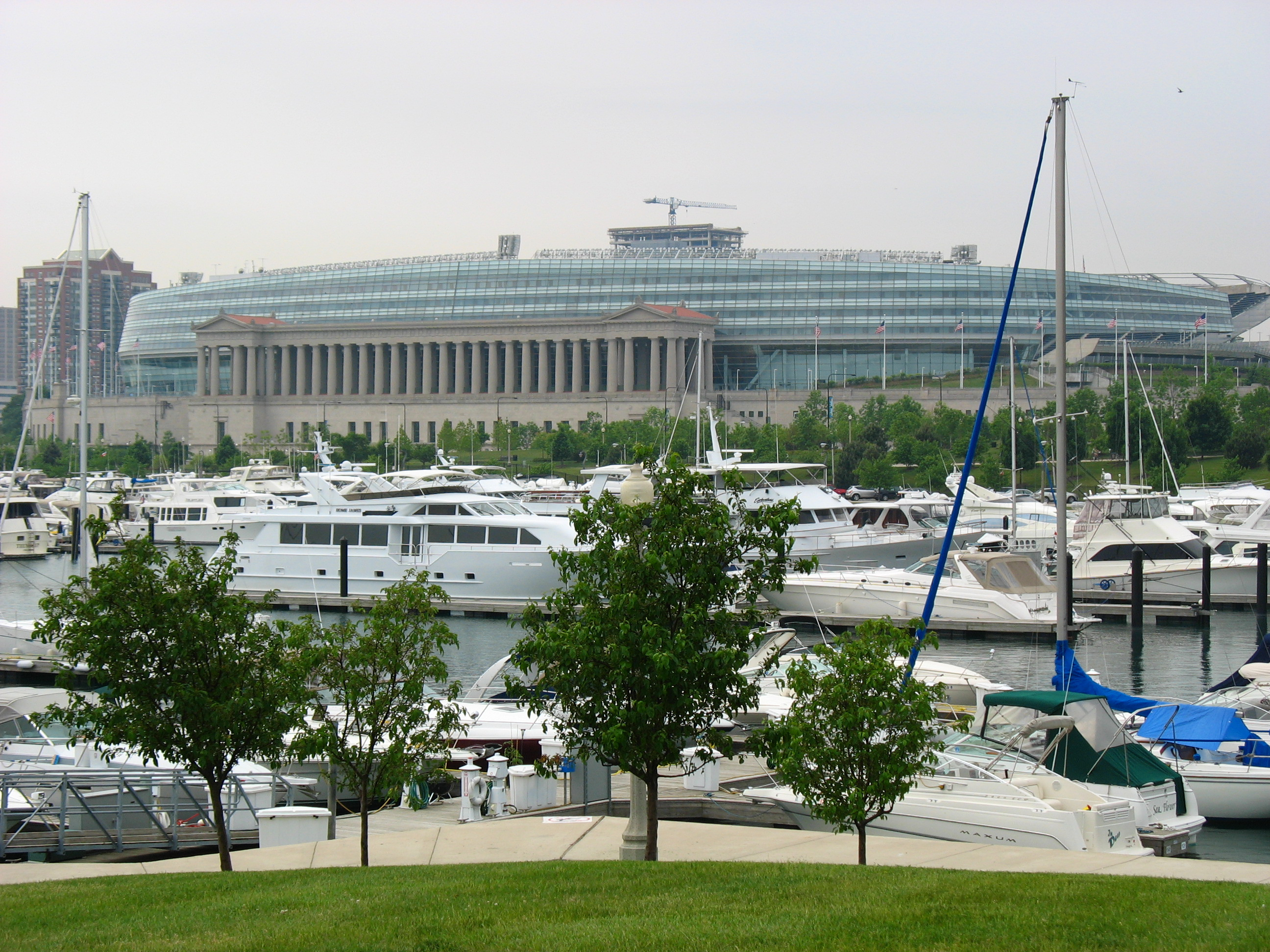
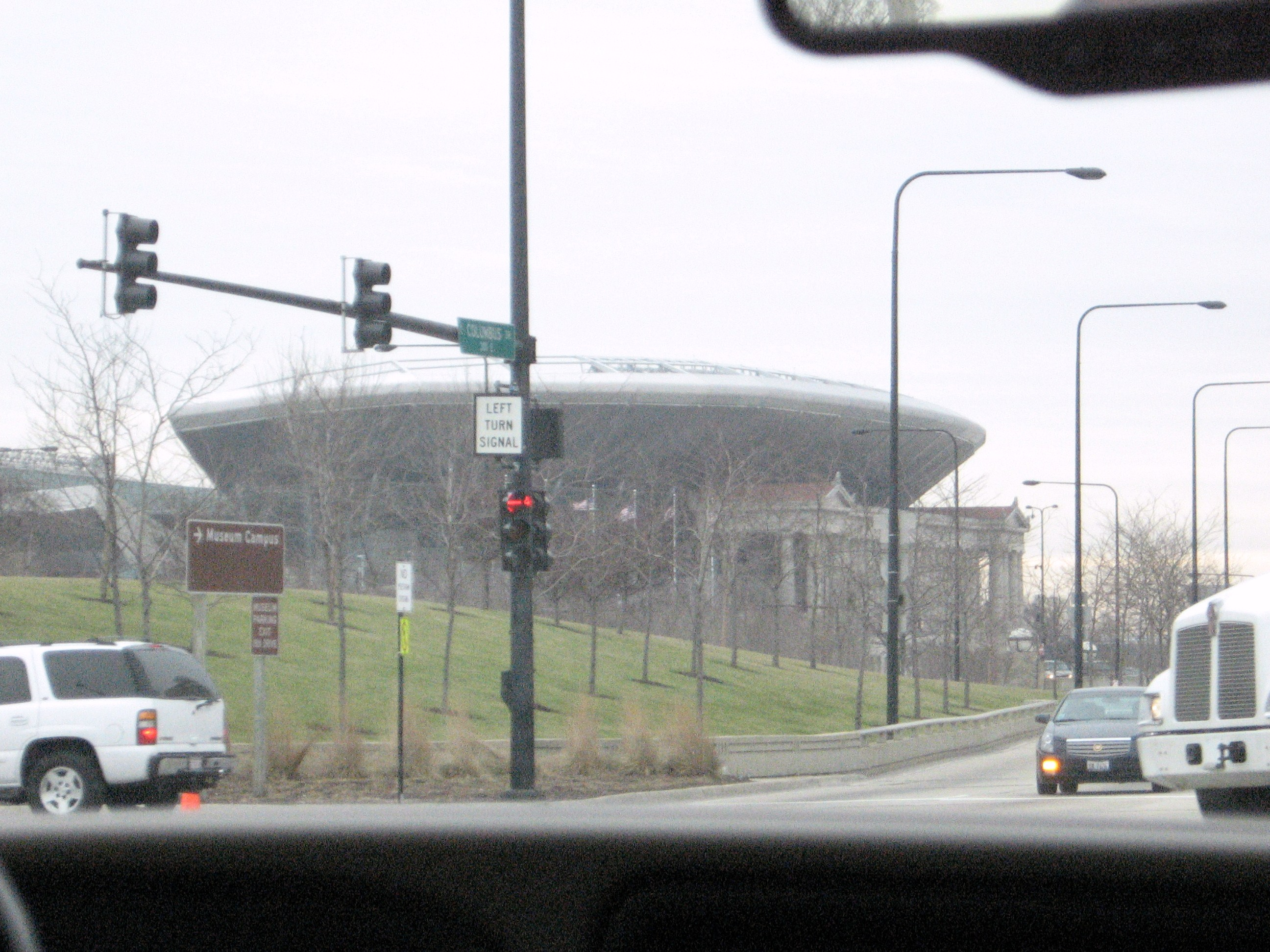
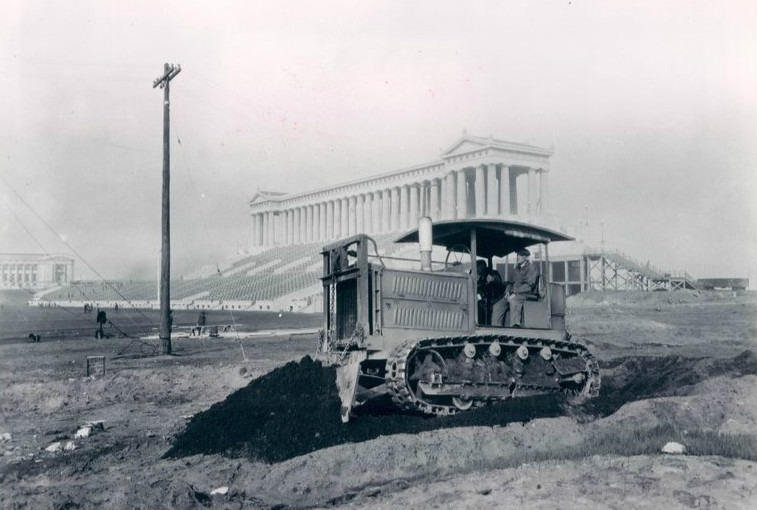
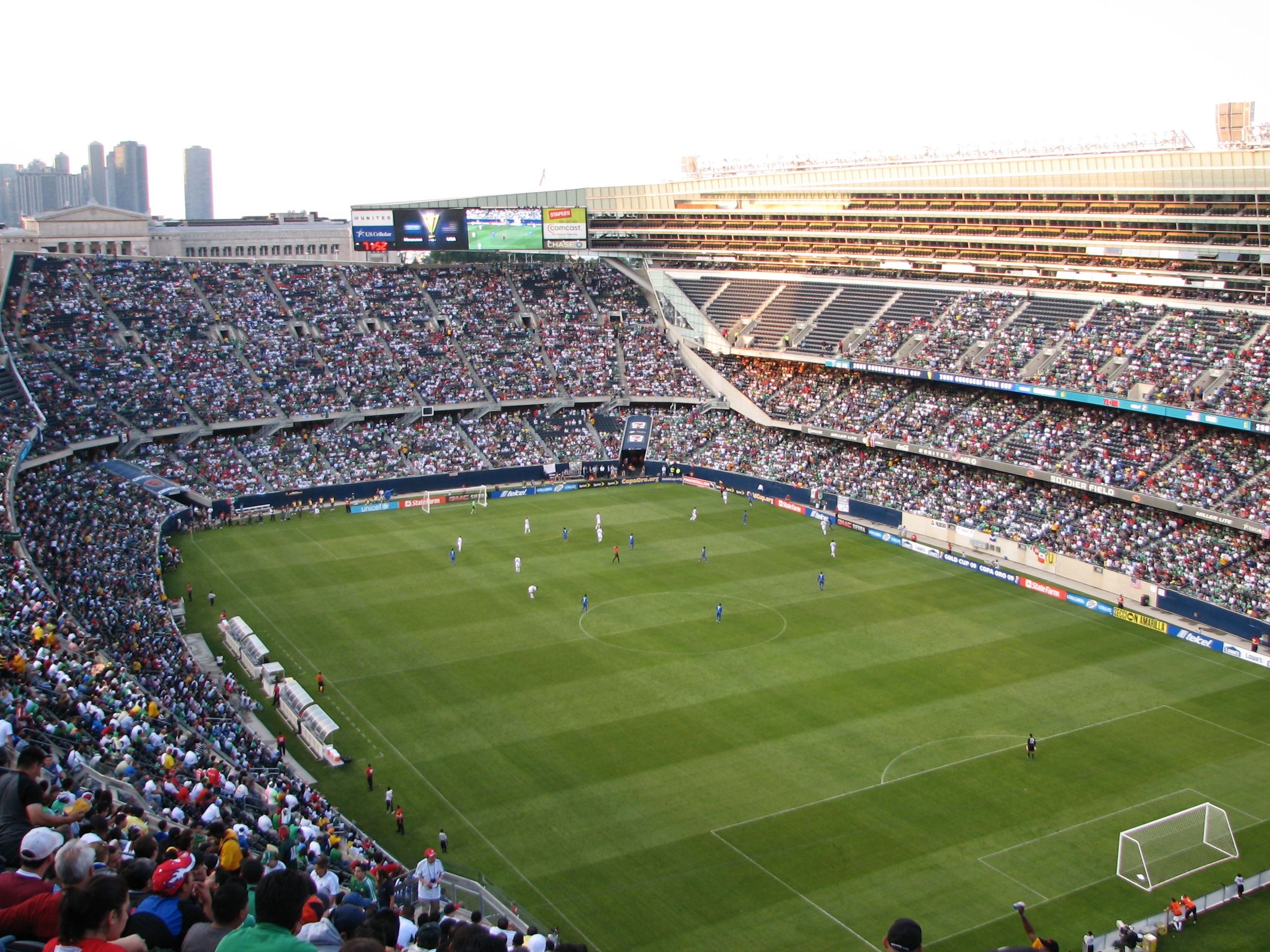
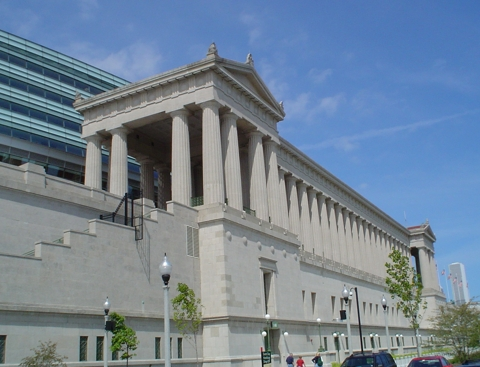
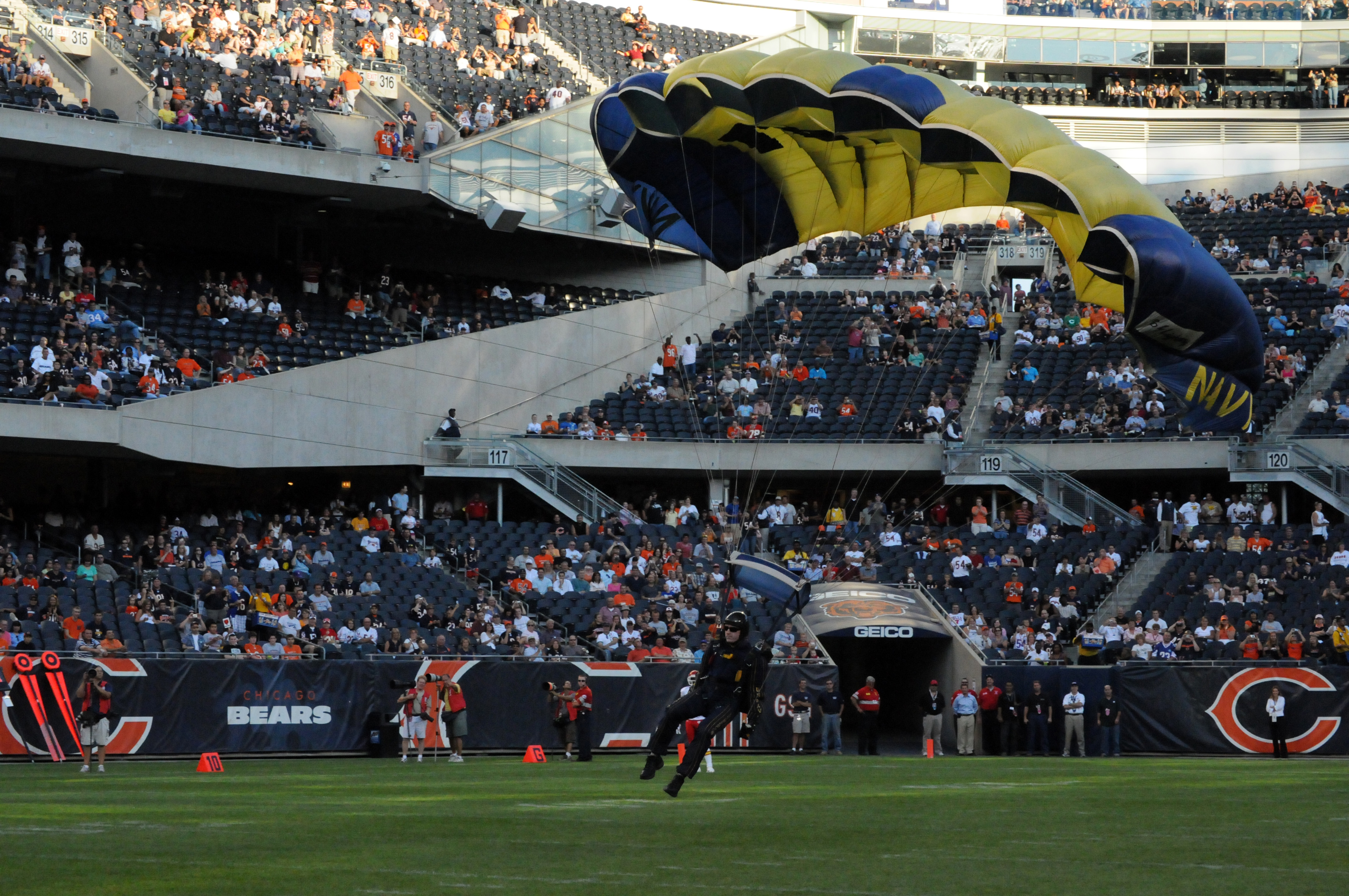
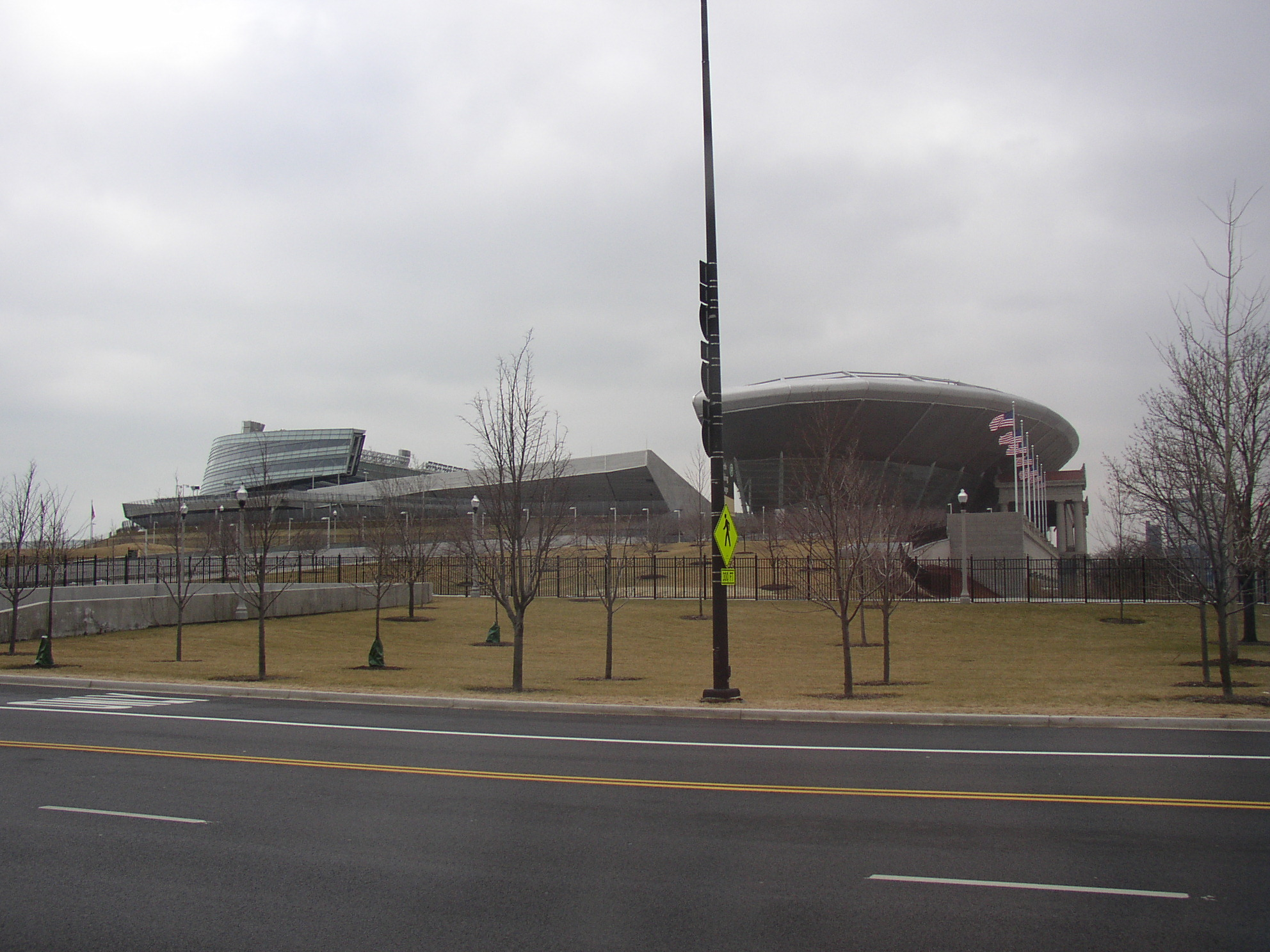
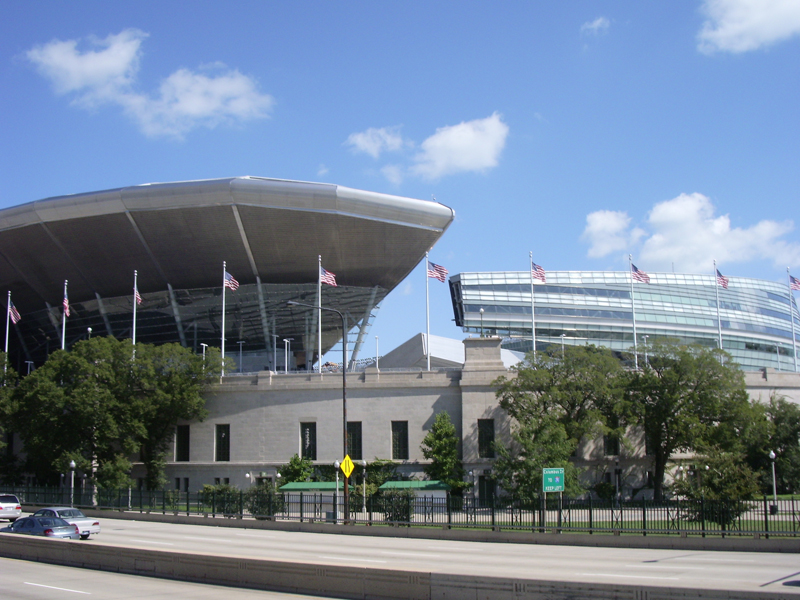
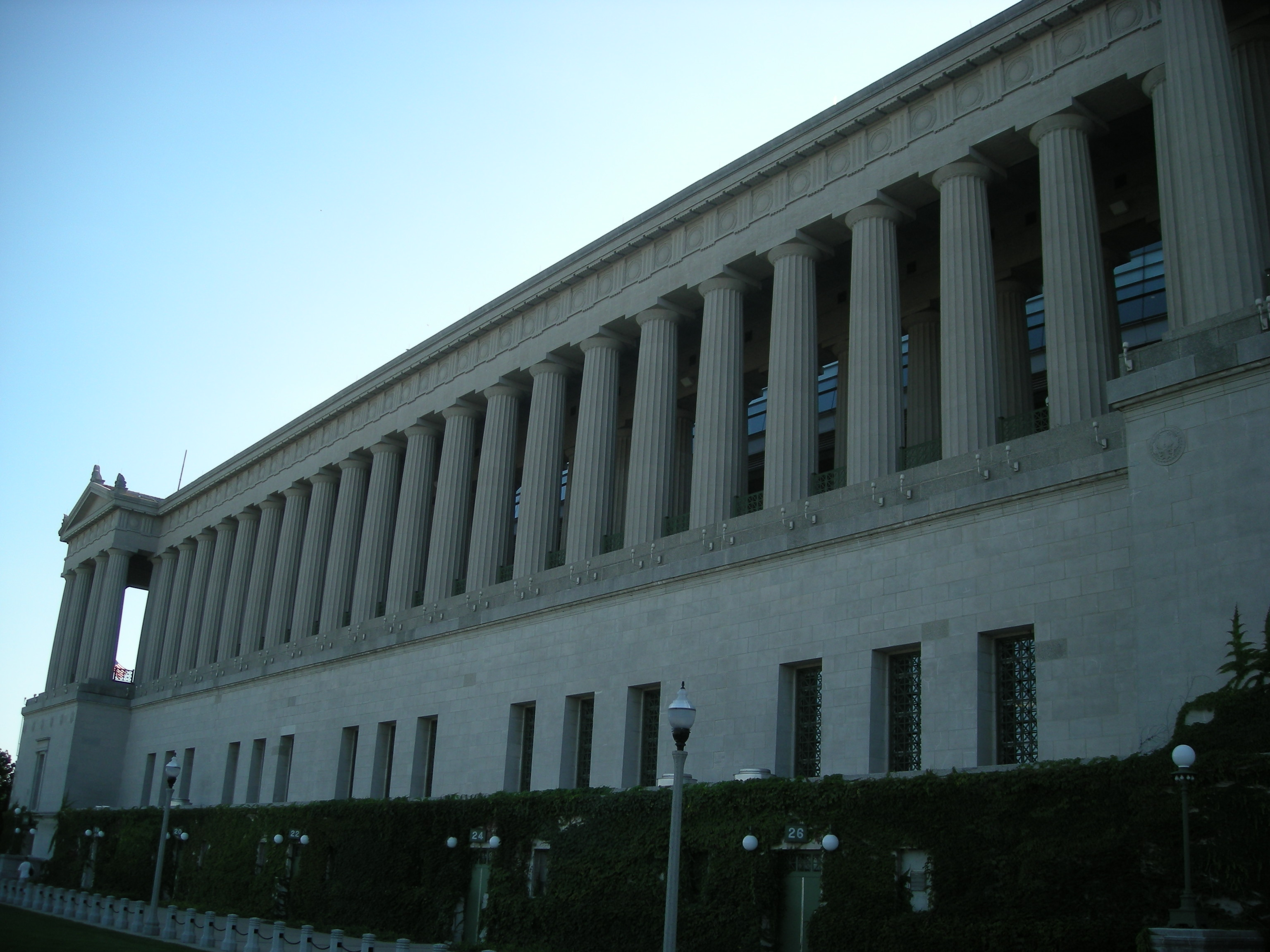
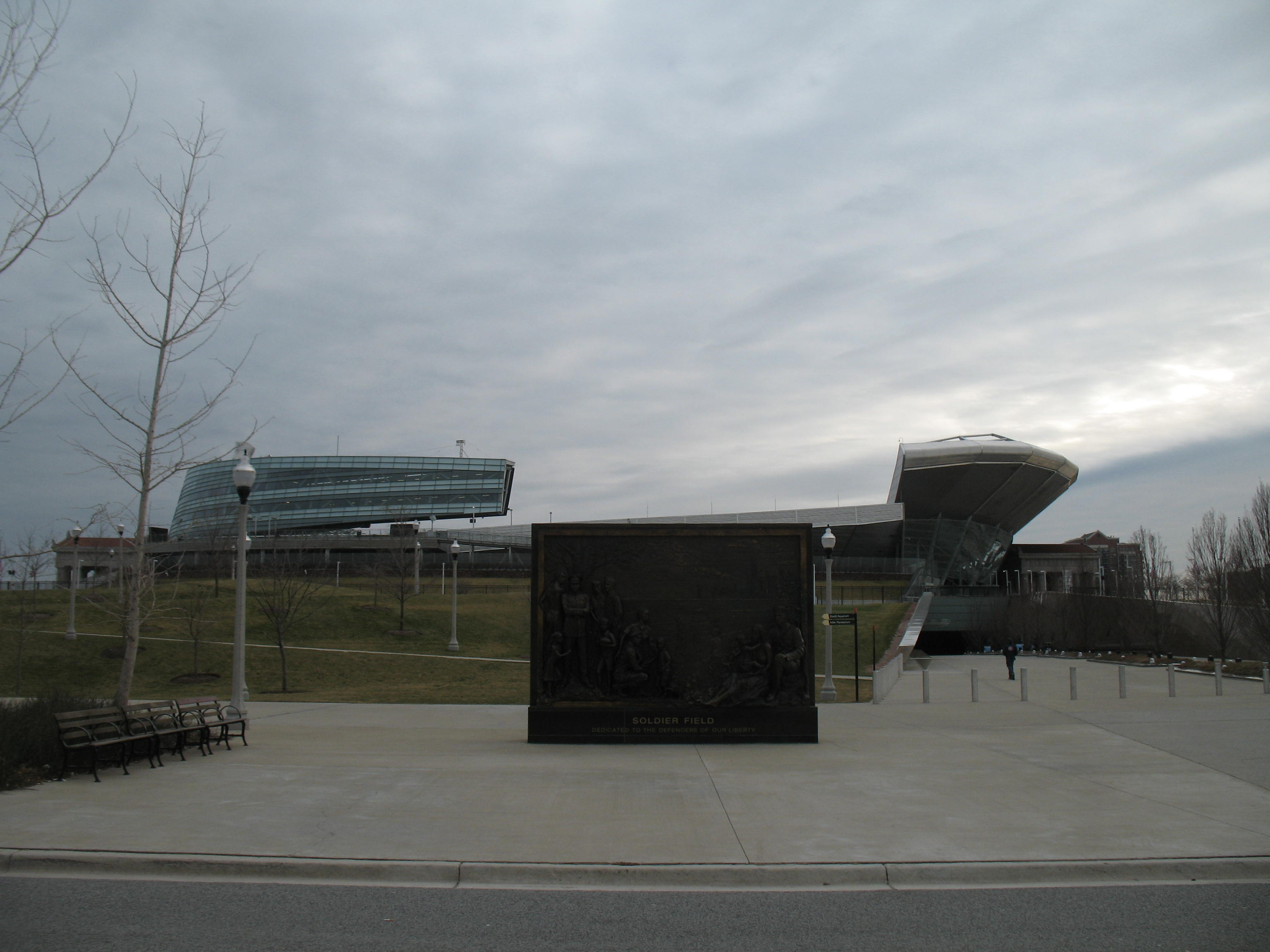
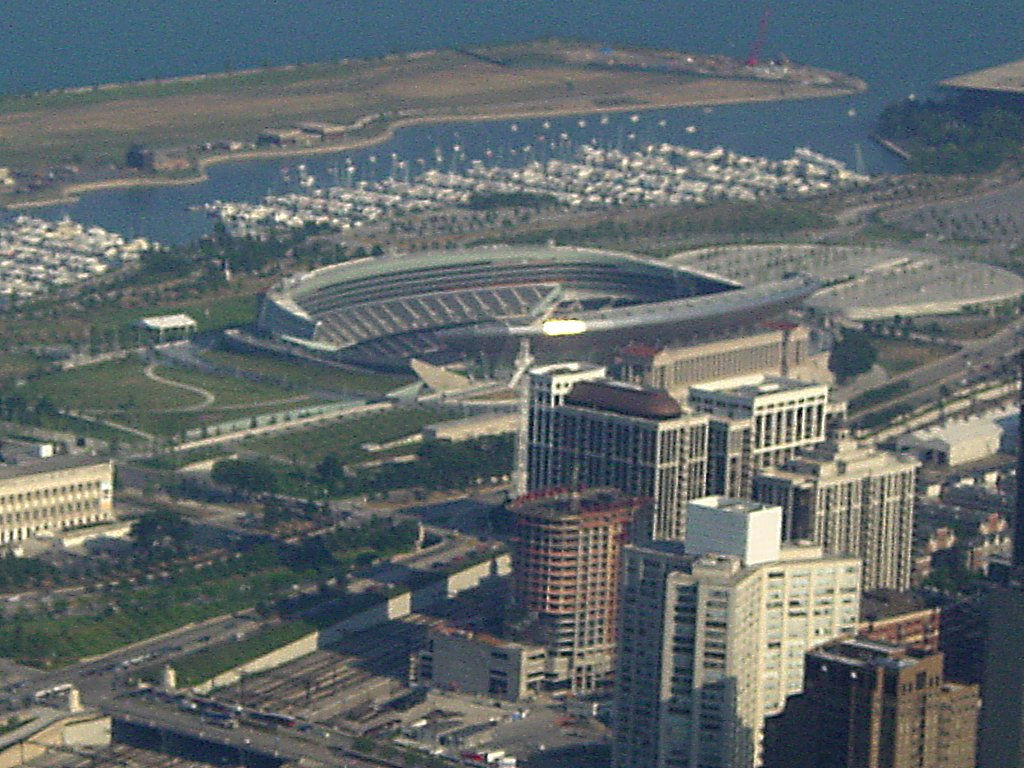
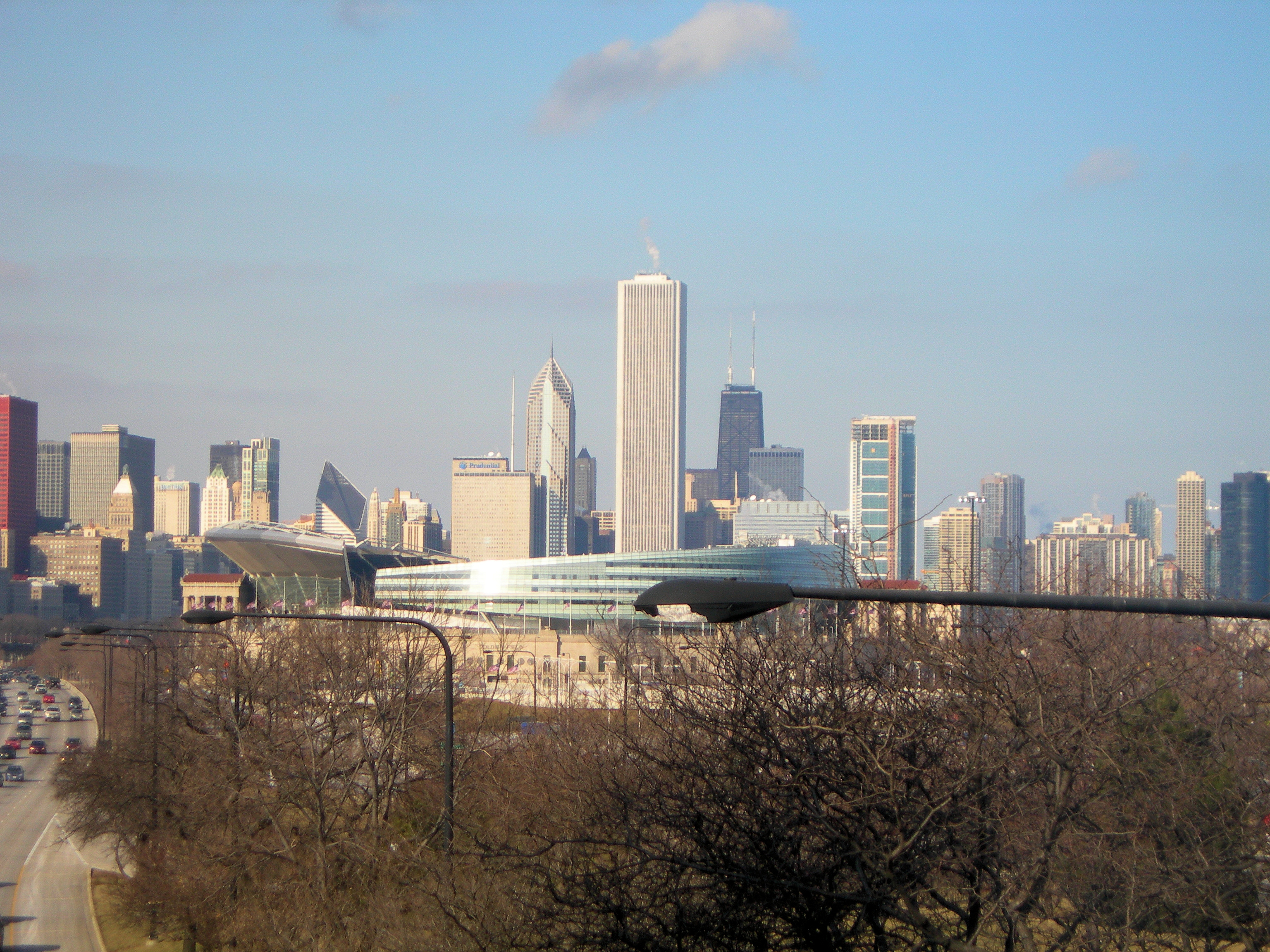
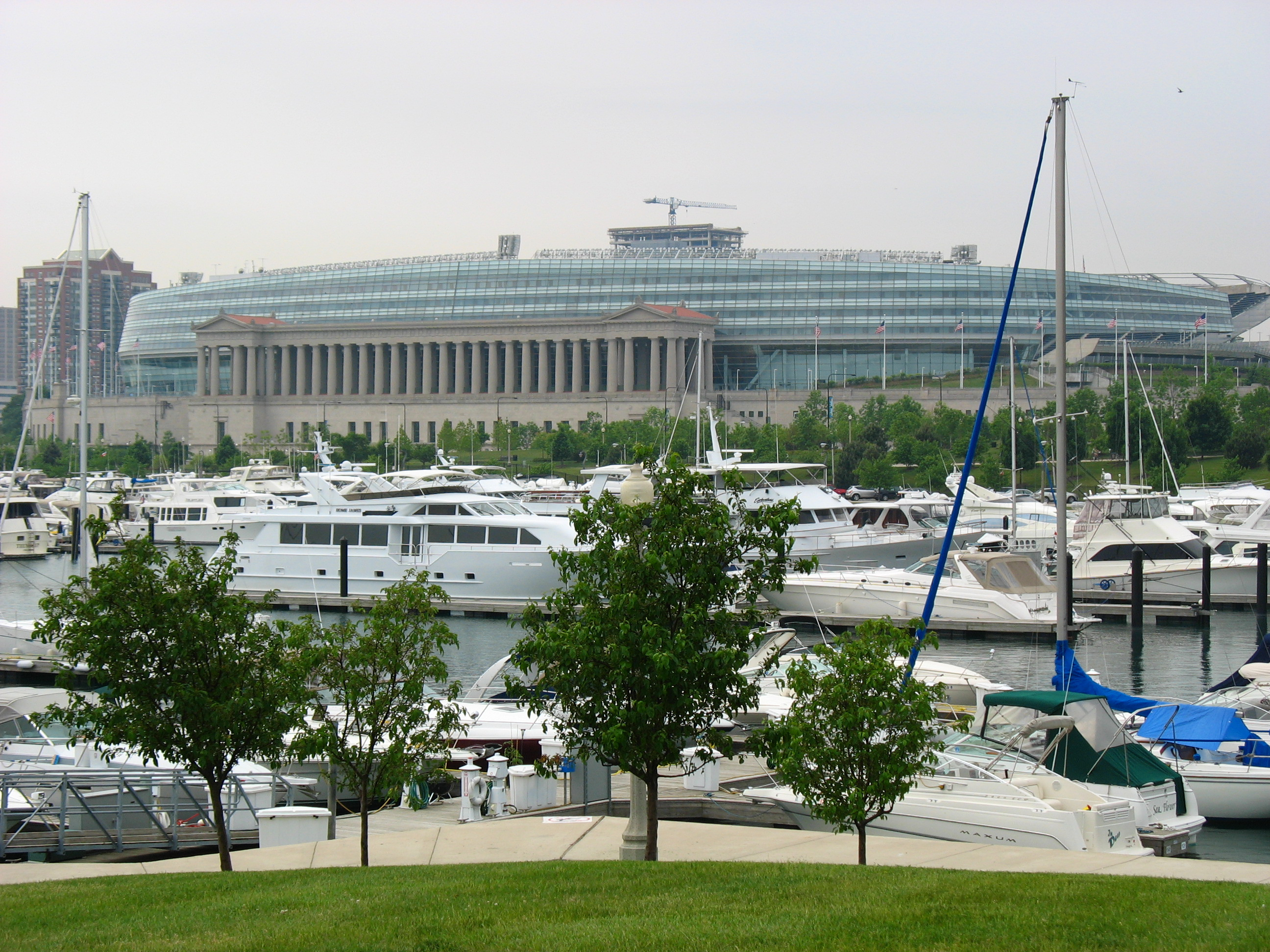
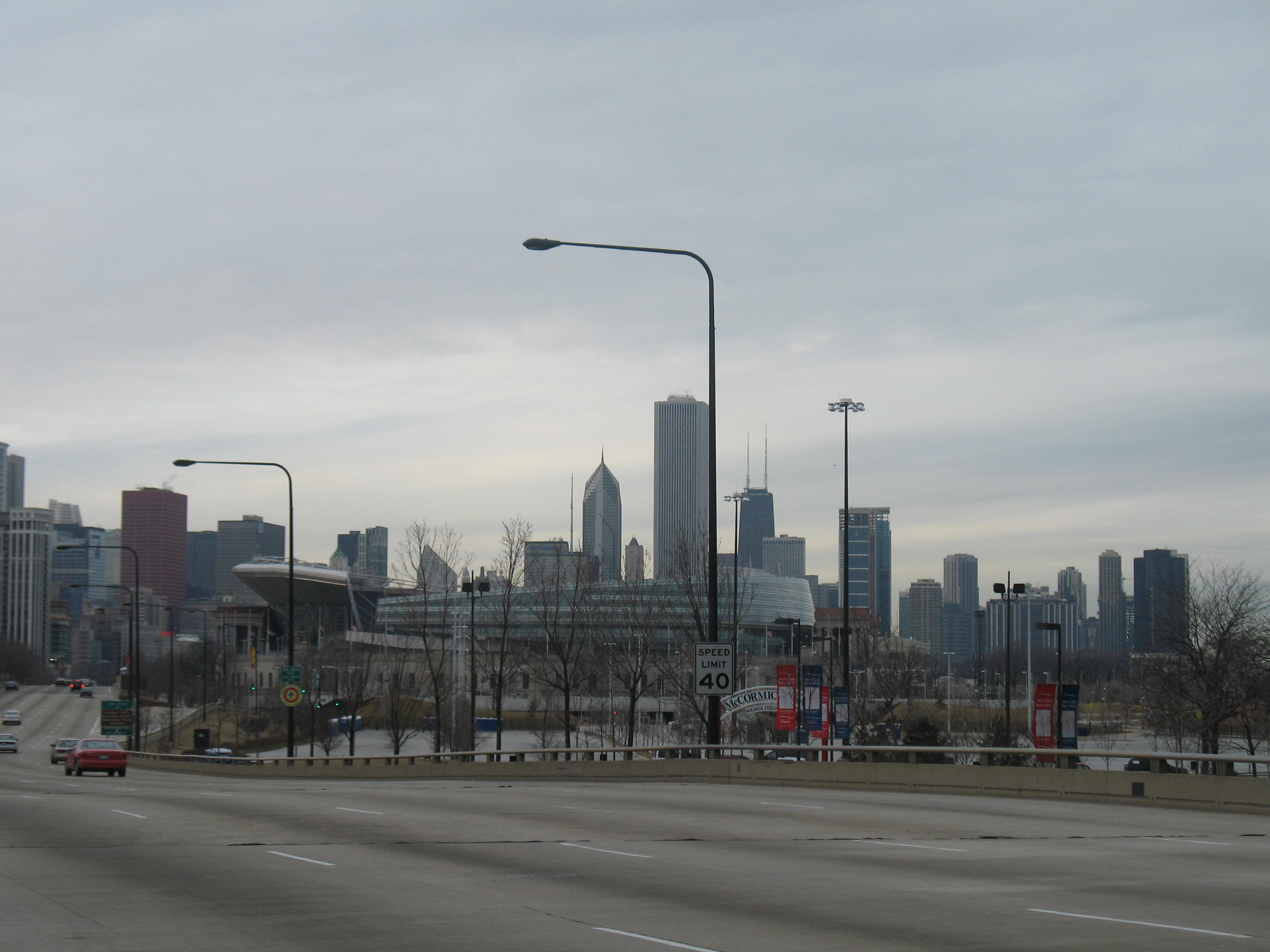
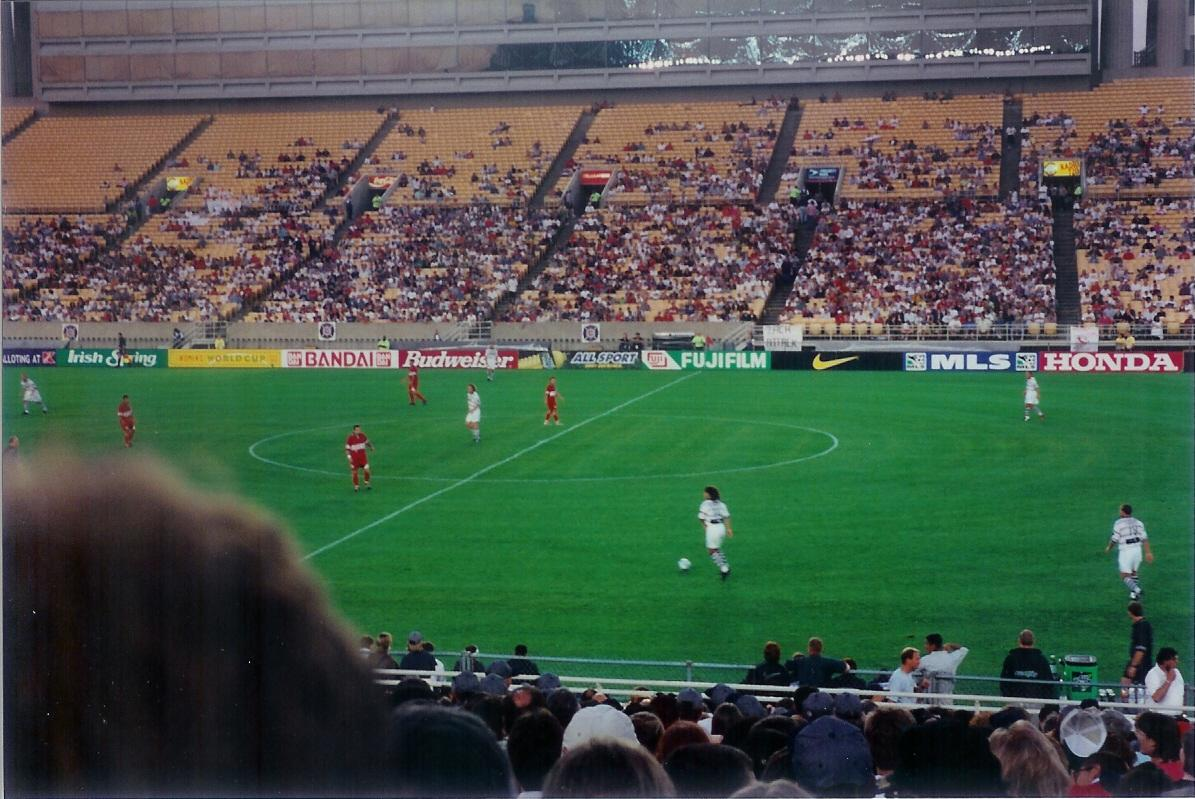
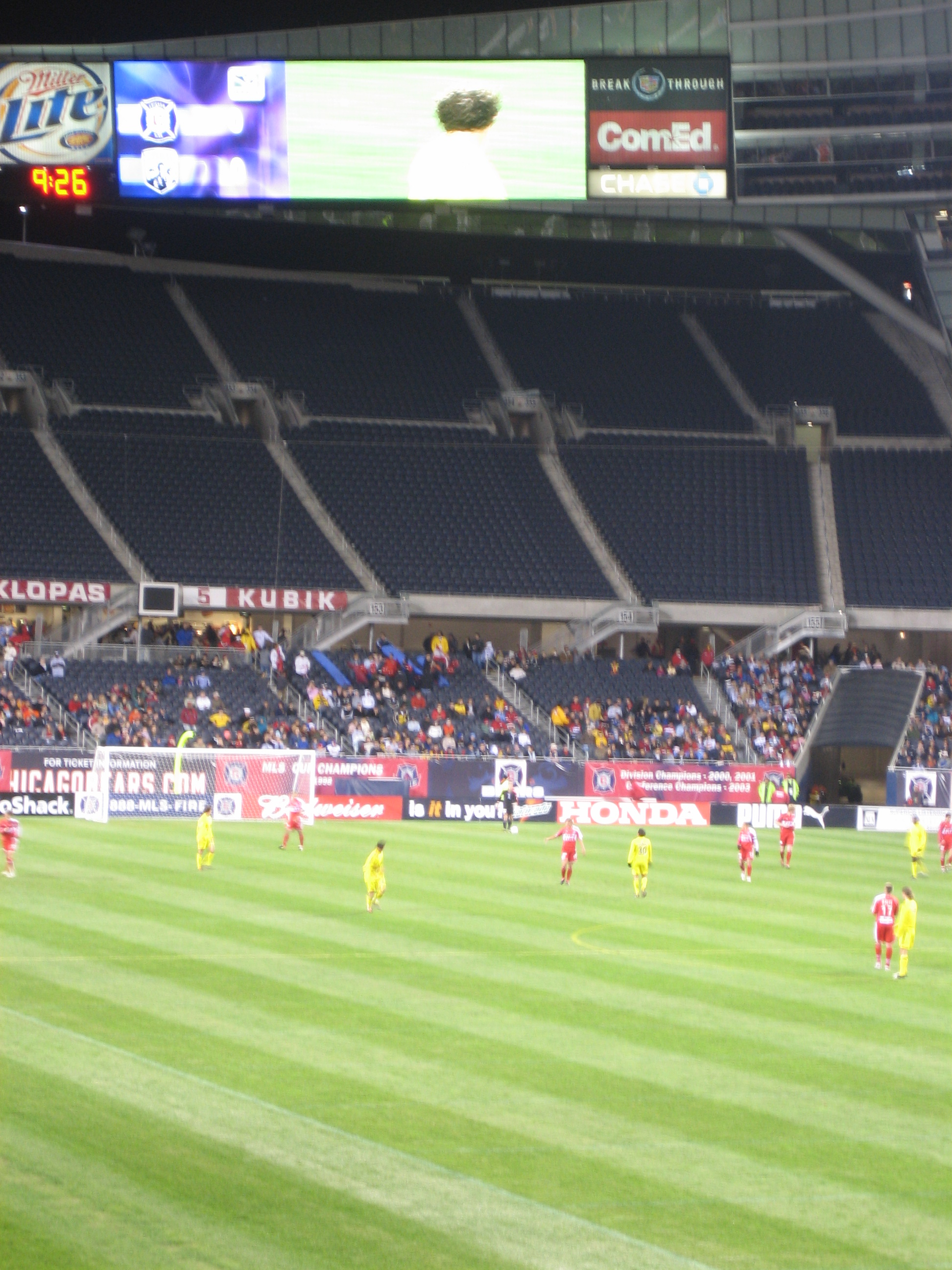
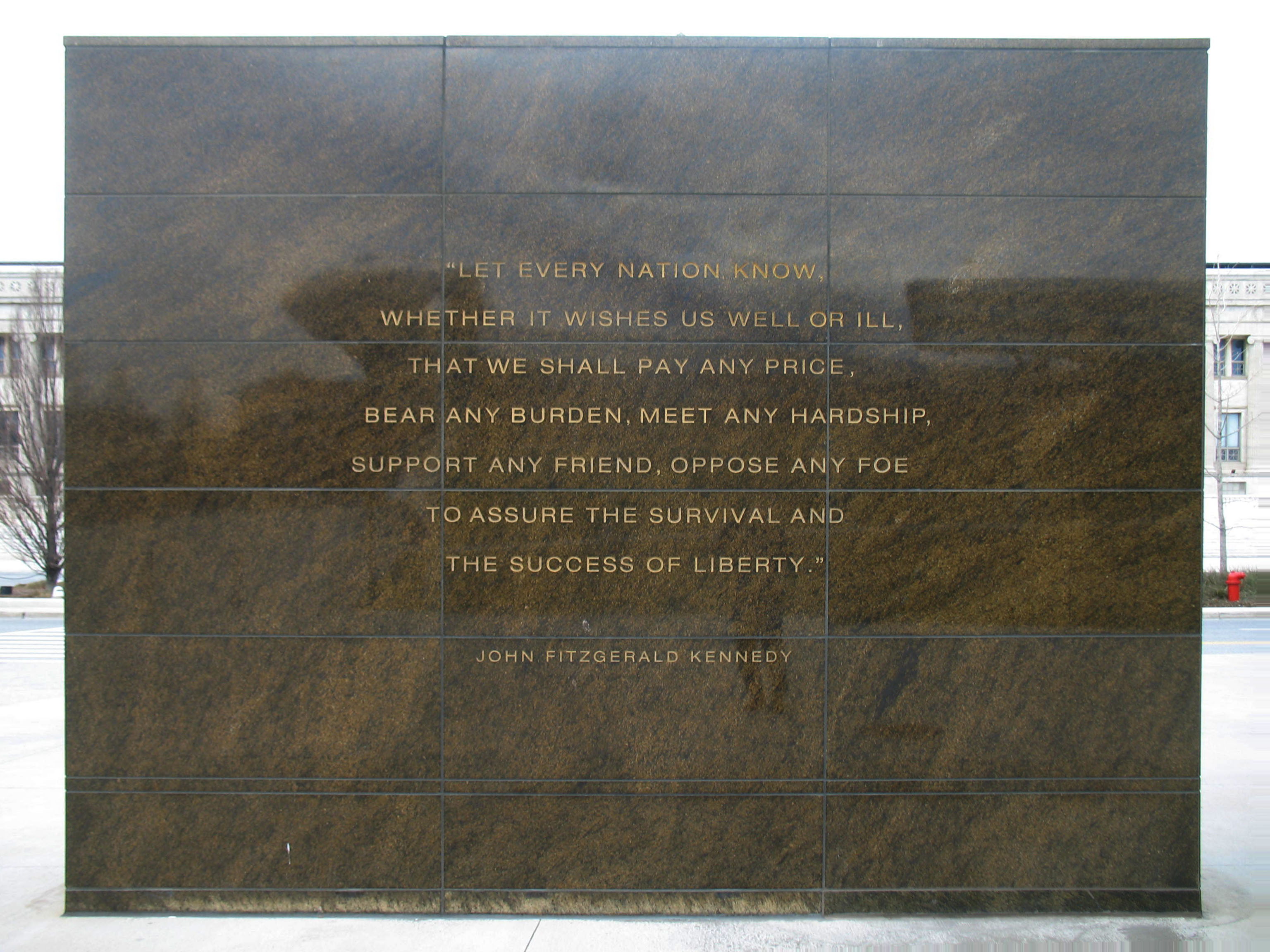